# 岳圩镇
岳圩镇，是中华人民共和国广西壮族自治区百色市靖西市下辖的一个乡镇级行政单位。

## 行政区划
岳圩镇下辖以下地区：
四明村、利兴村、时安村、岳圩村、汉邦村、怀光村和大兴村。